# I'm Jelly Baby
I'm Jelly Baby (hangeul: 질투 나요 BABY, stylisé I'm Jelly BABY) est une chanson enregistrée par AOA Cream, un sous-groupe du girl group sud-coréen AOA. Elle est leur premier single par FNC Entertainment et est distribuée par LOEN Entertainment le 12 février 2016, en tant que single digital,. Les paroles ont été écrites par Black Eyed Pilseung et Sam Lewis, et la musique a été composée par Black Eyed Pilseung. Pour promouvoir la chanson, AOA Cream a interprété "I'm Jelly Baby" sur plusieurs émissions musicales coréennes telles que le Music Bank, le Show!Music Core et l'Inkigayo. Un vidéoclip pour le single est sorti le 12 février.
La chanson a eu un succès modéré, se classant 26e au Gaon Digital Chart. Il y a eu plus de 168 192 téléchargements.

## Contexte et sortie
Le 2 février 2016, FNC Entertainment sort des images teaser nommées "Secret Cream" où figurent les membres d'AOA Yuna, Hyejeong et Chanmi, révélant la création d'un deuxième sous-groupe et mettant en place la sortie de leur premier vidéoclip pour le 12 février. Le 3 février, il a été dévoilé que le nom du sous-groupe serait AOA Cream, et que la chanson s'appellerait "I'm Jelly Baby". Le 4 février, le premier teaser du vidéoclip "Transform Teaser" sort et le 10 février, le deuxième et dernier teaser paraît, montrant cette fois des bouts de clip et de chanson,.
La chanson sort en tant que single digital le 12 février sur plusieurs portails musicaux, notamment iTunes pour le marché international,. Un vidéoclip pour la chanson est sorti en même temps que cette dernière.

## Performance commerciale
"I'm Jelly Baby" a commencé à la 29e place du Gaon Digital Chart de la semaine du 7 au 13 février 2016, avec 52 911 téléchargements et 617 802 streams en deux jours,,. Lors de sa première semaine complète dans le classement et pour les ventes, la chanson a été 26e avec 44 395 téléchargements et 1 114 893 streams,,. La chanson est restée pendant cinq semaines consécutives dans le Top 100.
La chanson s'est aussi classée 47e dans le Gaon Digital Chart pour le mois de février 2016 avec 134 539 téléchargements et 2 943 880 streams,,.

## Liste des pistes
Téléchargement
| No | Titre                                            | Paroles                           | Musique             | Arrangement         | Durée |
| -- | ------------------------------------------------ | --------------------------------- | ------------------- | ------------------- | ----- |
| 1. | I'm Jelly Baby (질투 나요 BABY; jiltu nayo BABY) | - Black Eyed Pilseung - Sam Lewis | Black Eyed Pilseung | Black Eyed Pilseung | 3:45  |

## Classements

### Hebdomadaire
| Classement (2016)                 | Meilleure position |
| --------------------------------- | ------------------ |
| Corée du Sud (Gaon Digital Chart) | 26                 |

### Mensuel
| Classement (2016)                 | Meilleure position |
| --------------------------------- | ------------------ |
| Corée du Sud (Gaon Digital Chart) | 47                 |